# Pavel Alexandrovič Děrnov
Svatý Pavel Alexandrovič Děrnov (12. lednajul./ 24. ledna 1870greg., Pištaň – 14. únorajul./ 27. února 1918greg., Jelabuga) byl ruský protojerej ruské pravoslavné církve a mučedník.

## Život
Narodil se 12. ledna 1870 ve vesnici Pištaň ve Vjatské gubernii, v rodině kněze Alexandra Děrnova a jeho manželky Olgy Konstantinovny. Jejich nejstarší syn Afanasij zemřel v mladém věku. Měl tři bratry a sedm sester; Alexandr, Andrej a Vasilij, Marija, Anna, Alexandra, Jelizaveta, Olga, Valentina a Naděžda. Rok a půl po narození Naděždy, jejich matka zemřela.
Roku 1884 dokončil studium na Jaranském duchovním učilišti a roku 1890 Vjatský duchovní seminář.
Roku 1894 dokončil studium na Kazaňské duchovní akademii s titulem kandidáta bohosloví a právem učit v seminářích a duchovních učilištích.
Dne 15. září 1894 se stal učitelem Jelabužské reálné školy.
Dne 26. září 1894 se oženil s Annou, dcerou protodiakona Spasského chrámu Arkadij a Laženicyna. Spolu měli pět dětí: Boris (1897-1918), Grigorij (1899-1918), Semjon (1901-1918), Varvara (1907-?) a Sergej (1913-?).
Dne 2. října 1894 byl sarapulským biskupem Alexijem (Sobolevem). Stal se knězem Jelabužského Spasského soboru.
Dne 30. listopadu 1894 byl jmenován představeným chrámu Narození Přesvaté Bohorodice v Jelabuze u ženského městského gymnázia. Ve svěřených výchovných ústavech se snažil pěstovat zásady křesťanské morálky.
Roku 1895 se stal členem Sarapulského Vozněsenského bratrstva, bratrstva svatého Mikuláše a roku 1898 členem Misijní společnosti.
Roku 1906 byl povýšen na protojereje.
Otec Pavel se těšil zasloužené úctě mezi duchovními a farníky, z nichž většinu při výkonu služby tvořili gymnazisté a studenti reálné školy.
Dne 20. března 1916 byl v Jelabužské reálné škole otevřen kroužek střízlivosti (abstinence). Otec Pavel stál v čele bratrstva střízlivosti organizovaného sarapulským biskupem Amvrosijem (Gudkem).
Dne 16. listopadu 1917 ujezdný sjez poslanců v Jelabuze rozhodl o předání moci Sovětům. Bolševici zvolili ujezdní radu, které předsedal S.N. Gassar (1877-1918). Pod vedením Sovětů začalo okrádání obyvatelstva pod záminkou znárodnění majetku.
Všeobecná nespokojenost s novou vládou v Jelabuze ve dnech 22. – 23. ledna 1918 vyústila ve vzpouru 230. pěšího pluku, který byl ve městě od roku 1914. Povstalci snadno dobyli sklad zbraní a zaútočili na výkonný výbor. Všichni noví vůdci ve strachu uprchli z města a ukryli se ve vesnici Tokmaška. Uprchlý předseda rady S.N. Gassar kontaktoval revoluční centrum ve městě Sarapul, odkud byl do Jelabugy vyslán bolševický represivní oddíl pod velením Jefima Kolčina, který se ukázal být obzvláště krutý.
Po dobytí města oddílem Jefima Kolčina, začal ve městě velký teror. Úkolem úřadů bylo identifikovat a popravit organizátory tzv. povstání, které dokázalo svrhnout moc Sovětů ve městě. Začalo zatýkání a výslechy. Významnou aktivitu vykazovali dobrovolní informátoři. Všichni bohatí obyvatelé města upadli do podezření. Bylo rozhodnuto prohlásit duchovenstvo za ideologické organizátory povstání, což se hodilo zejména po zveřejnění zprávy patriarchy Tichona, ve které odsoudil novou vládu. Protojerej Pavel Děrnov, který 10. února přečetl v chrámu poselství patriarchy, byl prohlášen za hlavního organizátora povstání.
Dne 12. února 1918 začala prohlídka domu kněze Pavla a byl také zatčen.
V noci 14. února 1918 byl zastřelen za městem u Moralevského mlýna. Na ledě řeky Tojmi byla po popravě ještě několik dní velká krvavá skvrna. Existuje předpoklad že nebyl zastřelen ale proboden bajonety.
Jeho synové Boris, Grigorij a Semjon šli svého otce hledat a jeden ze synů označil popravčí za vrahy a za to byly zatčeni a popraveni.
Otec Pavel byl se svými syny pohřben na Troickém hřbitově. V sovětských dobách byl hřbitov a vedlejší chrám Svaté Trojice zničen a hrob byl ztracen.

## Kanonizace
Roku 1981 byl otec Pavel svatořečený Archijerejským soborem Ruské pravoslavné církve v zahraničí.
Dne 15. října 2018 jej a jeho tři syny Ruská pravoslavná církev svatořečila jako mučedníky a byli zařazeni mezi Sbor všech novomučedníků a vyznavačů ruských.
Jeho svátek je připomínán 27. února (14. února – juliánský kalendář).